# Beatrice Cenci
Beatrice Cenci (Roma, 6 febbraio 1577 – Roma, 11 settembre 1599) è stata una nobildonna italiana giustiziata per parricidio e poi assurta al ruolo di eroina popolare, per essersi difesa dal padre violento e depravato.

## Biografia
Beatrice nacque in una importante e ricca famiglia, figlia del conte Francesco Cenci e di Ersilia Santacroce, i quali, nei ventuno anni di matrimonio, ebbero dodici figli. Il padre Francesco era un uomo violento e dissoluto, ma «legittimato», e quindi erede, di un monsignore (Cristoforo Cenci), tesoriere della Camera Apostolica. Dopo la morte della madre, insieme alla sorella maggiore Antonina fu affidata nel giugno del 1584, all’età di sette anni, alle monache francescane del monastero di Santa Croce a Montecitorio. Ritornata in famiglia all'età di quindici anni, vi trovò un ambiente quanto mai difficile e fu costretta a subire le angherie e le insidie del padre che, poco dopo, nel 1593, sposò in seconde nozze la vedova Lucrezia Petroni, dalla quale però non ebbe figli.

### L'esilio a Petrella Salto
Il padre era famoso a Roma per l’avarizia, la violenza e per i molti vizi, che piano piano prosciugavano l’eredità familiare. Mise al mondo dodici figli, anche se solo sette arrivarono a diventare grandi e la moglie morì nel 1584 mettendo al mondo l’ultimo bambino. Il figlio più grande, Giacomo, scappò dal padre, mentre altri due, Cristoforo e Rocco, morirono entrambi durante delle risse.
Beatrice, straziata dai continui maltrattamenti, scrisse una lettera a papa Clemente VIII, nella quale descrisse la difficile situazione in cui versava la famiglia e lo implorò di trovarle un marito o di farla entrare in convento. Il papa conosceva Francesco, visto che nel corso degli anni era stato più volte a processo, non solo per il suo carattere ma anche per «colpe nefandissime», ovvero per sodomia, per cui si rischiava la pena di morte. L’uomo fu ritenuto colpevole diverse volte ma, essendo nobile, se la cavò sempre con il pagamento di multe molto elevate, che contribuirono a prosciugare il suo patrimonio.
Clemente VIII combinò un matrimonio con un giovane nobile di bell’aspetto, ordinando al padre di provvedere a una dote piuttosto alta. Francesco, oberato dai debiti, incarcerato e processato, pur di non pagare la dote di Beatrice volle impedirle di sposarsi. Egli però, intanto, si era risposato con un’avvenente vedova, Lucrezia Petroni. Così, nel 1595, la diciottenne Beatrice e la matrigna Lucrezia si trovarono segregate a Petrella Salto, in un piccolo castello del Cicolano, chiamato la Rocca, nel territorio del Regno di Napoli, di proprietà della famiglia Colonna. In quella forzata prigionia nel castello, dove ebbero praticamente contatti solo con l’amministratore Olimpio Calvetti e con un paio di servitori, crebbe il risentimento di Beatrice verso il padre.
Francesco Cenci alternava periodi a Roma con altri a Rocca ma le sue malefatte continuarono; addirittura, durante una battuta di caccia a Petrella Salto, tentò di abusare del figliastro: in quell’occasione la moglie ebbe un impeto di ribellione nei confronti del marito ma finì con il viso sfregiato.
La giovane Beatrice cercò l’aiuto di uno dei servi del padre, Marzio da Fioran detto il Catalano, al quale chiese un aiuto per tentare la fuga; l’uomo però non acconsentì sapendo a cosa sarebbe andato incontro, ma accettò di portare a Roma e consegnare ai fratelli e a uno zio materno delle lettere, nelle quali la ragazza chiese nuovamente di trovarle un marito o un convento dove rifugiarsi. Uno di quei messaggi finì sfortunatamente nelle mani del padre, che nonostante la neve e il difficile viaggio da Roma, si precipitò a Petrella, picchiò con la consueta violenza la figlia e fece trasferire le due donne dal piano nobile della Rocca a quello più alto, dove erano completamente isolate.
Le violenze subite e la reclusione sempre più rigida contribuirono a ingigantire in Beatrice l’odio verso il padre e probabilmente la spinsero fra le braccia dell’amministratore, Olimpio Calvetti, che condivise i piani della ragazza: l’unico modo per uscire da quella situazione era l’assassinio di Francesco.
A Roma, Francesco era in continua lotta con il figlio Cristoforo che intendeva sottrarre alla sua influenza i fratelli minori, Bernardo e Paolo; Francesco rinchiuse anche loro alla Rocca.
Nel 1597 Francesco, malato di rogna e di gotta, anche per fuggire alle richieste pressanti dei creditori, si ritirò a Petrella e, con la sua presenza, le condizioni di vita delle due donne divennero ancora peggiori.

### Il parricidio
Esasperata dalle violenze e dagli abusi sessuali paterni, si dice che Beatrice giunse alla decisione di organizzare l'omicidio di Francesco con la complicità della matrigna Lucrezia, dei fratelli Giacomo e Bernardo, del castellano Olimpio Calvetti e del maniscalco Marzio da Fioran, detto il Catalano.
Per due volte il tentativo fallì: la prima volta si cercò di sopprimerlo con il veleno ma l’uomo, assai diffidente, fece assaggiare cibo e bevande alla figlia prima di consumarle così questa proposta fu scartata; la seconda con un'imboscata di briganti locali che però, scoperte le possibili conseguenze, si rifiutarono. La terza volta Francesco, stordito dall'oppio fornito da Giacomo e mescolato a una bevanda, fu assalito nel sonno: Marzio gli spezzò le gambe con un matterello, Olimpio lo finì colpendolo al cranio e alla gola con un chiodo e un martello.

Per mascherare l’omicidio, Olimpio cercò di rompere il pavimento di un balcone per far precipitare il cadavere al suolo, ma non ci riuscì. Così demolì il ballatoio per tentare quindi d'infilarci il cadavere ma la cosa era impossibile: il foro era troppo piccolo. Decisero allora di gettare il corpo dalla balaustra della Rocca, sperando che tutti credessero al cedimento della struttura. Il 9 settembre 1598, Francesco fu trovato in un orto ai piedi della Rocca. Dopo le esequie il conte fu sepolto in fretta nella locale chiesa di Santa Maria. I familiari, che non parteciparono alle cerimonie funebri, lasciarono il castello e tornarono a Roma nella dimora di famiglia, palazzo Cenci, nei pressi del Ghetto.

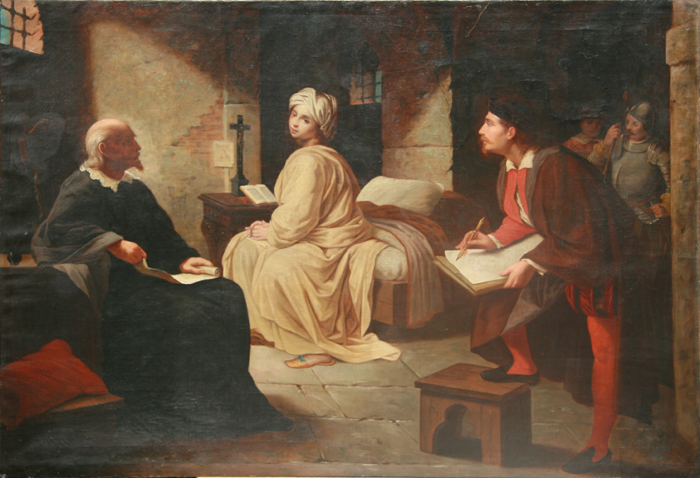
Beatrice Cenci in prigione. Quadro di Achille Leonardi, XIX secolo

### Le indagini
Inizialmente non furono svolte indagini, ma voci e sospetti, alimentati dalla fama sinistra del conte e dagli odi che aveva suscitato nei suoi congiunti, indussero le autorità a indagare sul reale svolgimento dei fatti.
Dopo le prime due inchieste, la prima voluta dal feudatario di Petrella, duca Marzio Colonna e la seconda ordinata dal viceré del Regno di Napoli don Enrico di Gusman, conte di Olivares, lo stesso pontefice Clemente VIII volle intervenire nella vicenda.
La salma fu riesumata e le ferite furono attentamente esaminate da un medico e due chirurghi che esclusero la caduta come possibile causa delle lesioni. Fu anche interrogata una lavandaia alla quale Beatrice aveva chiesto di lavare lenzuola intrise di sangue dicendole che le macchie erano dovute alle sue mestruazioni ma la giustificazione, dichiarò la donna, non le sembrò verosimile. Gli inquirenti furono insospettiti, inoltre, dall'assenza di sangue nel luogo ove il cadavere era stato rinvenuto.
I congiurati furono scoperti e imprigionati. Calvetti, minacciato di tormenti, rivelò il complotto. Riuscito a fuggire, fu poi fatto uccidere da un conoscente dei Cenci, monsignor Mario Guerra, per impedirne ulteriori testimonianze. Anche Marzio da Fioran, sottoposto a tortura, confessò ma, messo a confronto con Beatrice, ritrattò e morì poco dopo per le ferite subite. Giacomo e Bernardo confessarono anch'essi. Beatrice inizialmente negò ostinatamente ogni coinvolgimento indicando Olimpio come unico colpevole, ma la tortura della corda ne vinse ogni resistenza ed ella finì per ammettere il delitto.
Acquisite le prove, i due fratelli Bernardo e Giacomo furono rinchiusi nel carcere di Tordinona, Beatrice e Lucrezia in quello di Corte Savella.

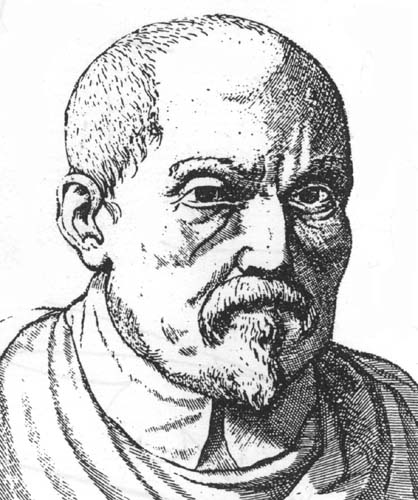
Prospero Farinacci, difensore di Beatrice. Da Crasso, Ritratti d'huomini letterati, 1666

### Il processo
Il processo fu affidato al giudice Ulisse Moscati ed ebbe un grande seguito pubblico. Nel dibattimento si affrontarono due tra i più grandi avvocati dell'epoca: l'alatrense Pompeo Molella per l'accusa e Prospero Farinacci per la difesa. Farinacci, nel tentativo di alleggerire la posizione della giovane, accusò Francesco di aver stuprato la figlia, ma Beatrice, nelle sue deposizioni, non volle mai confermare l'affermazione del difensore. Alla fine prevalsero le tesi accusatorie di Molella e gli imputati superstiti vennero tutti giudicati colpevoli e condannati a morte.
Cardinali e difensori inoltrarono richieste di clemenza al pontefice ma Clemente VIII, preoccupato per i numerosi e ripetuti episodi di violenza verificatisi nel territorio dello Stato, volle dare un severo ammonimento e le respinse: Beatrice e Lucrezia furono condannate alla decapitazione, Giacomo allo squartamento. Solo per Bernardo il pontefice acconsentì alla commutazione della pena: di soli diciotto anni, non aveva partecipato attivamente all'omicidio, venendo condannato unicamente per non aver denunciato il complotto; per la sua giovane età ebbe risparmiata la vita, ma gli fu imposta la pena dei remi perpetui, cioè remare per tutta la vita sulle galere pontificie, e fu obbligato, inoltre, ad assistere all'esecuzione dei congiunti legato a una sedia. In aggiunta, la notizia della commutazione della pena gli fu deliberatamente nascosta e comunicata solo poche ore prima della scampata esecuzione. Solo alcuni anni più tardi, dopo il pagamento di una grossa somma di denaro, riottenne la libertà.

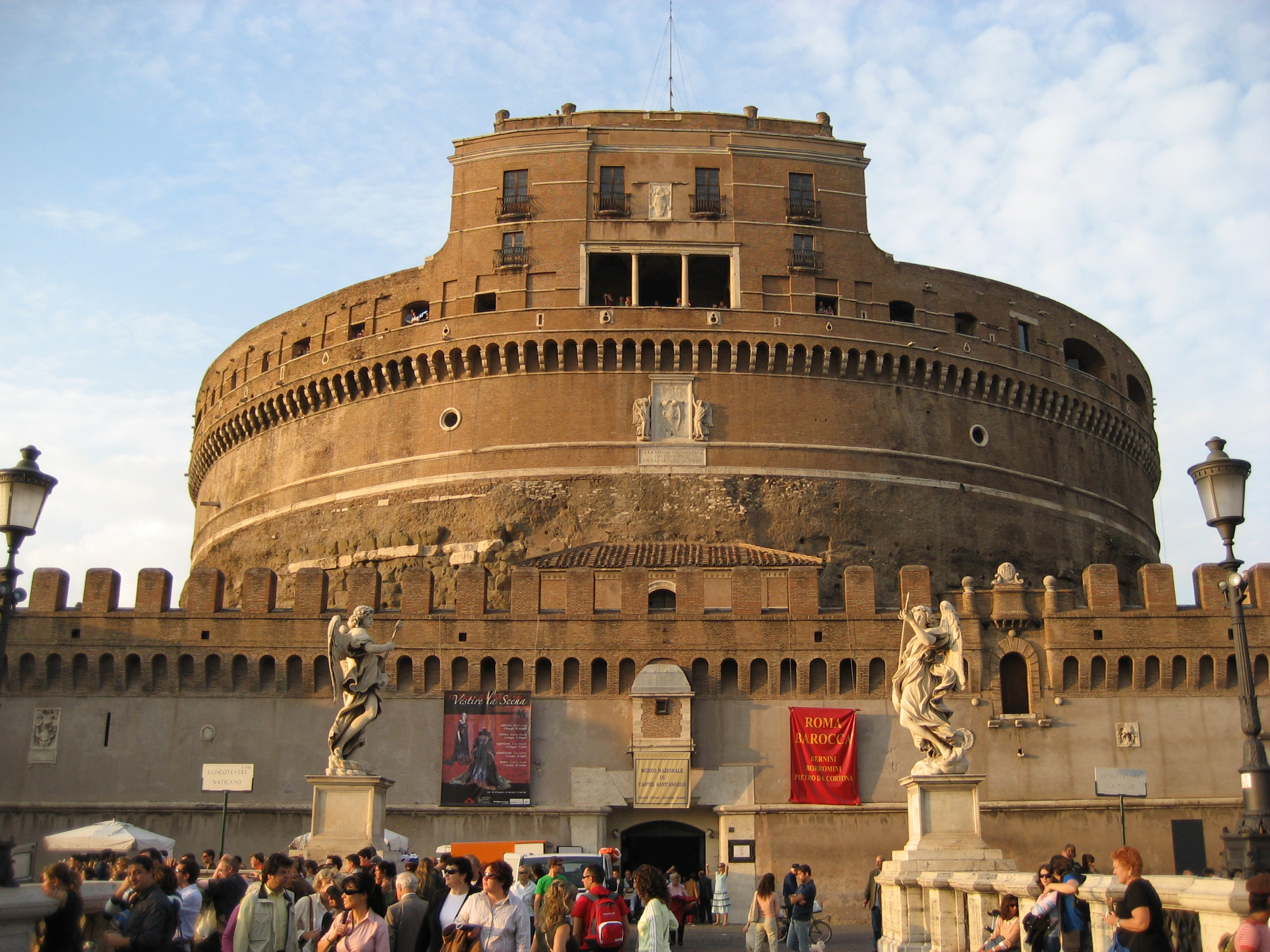
Castel Sant'Angelo: luogo dell'esecuzione

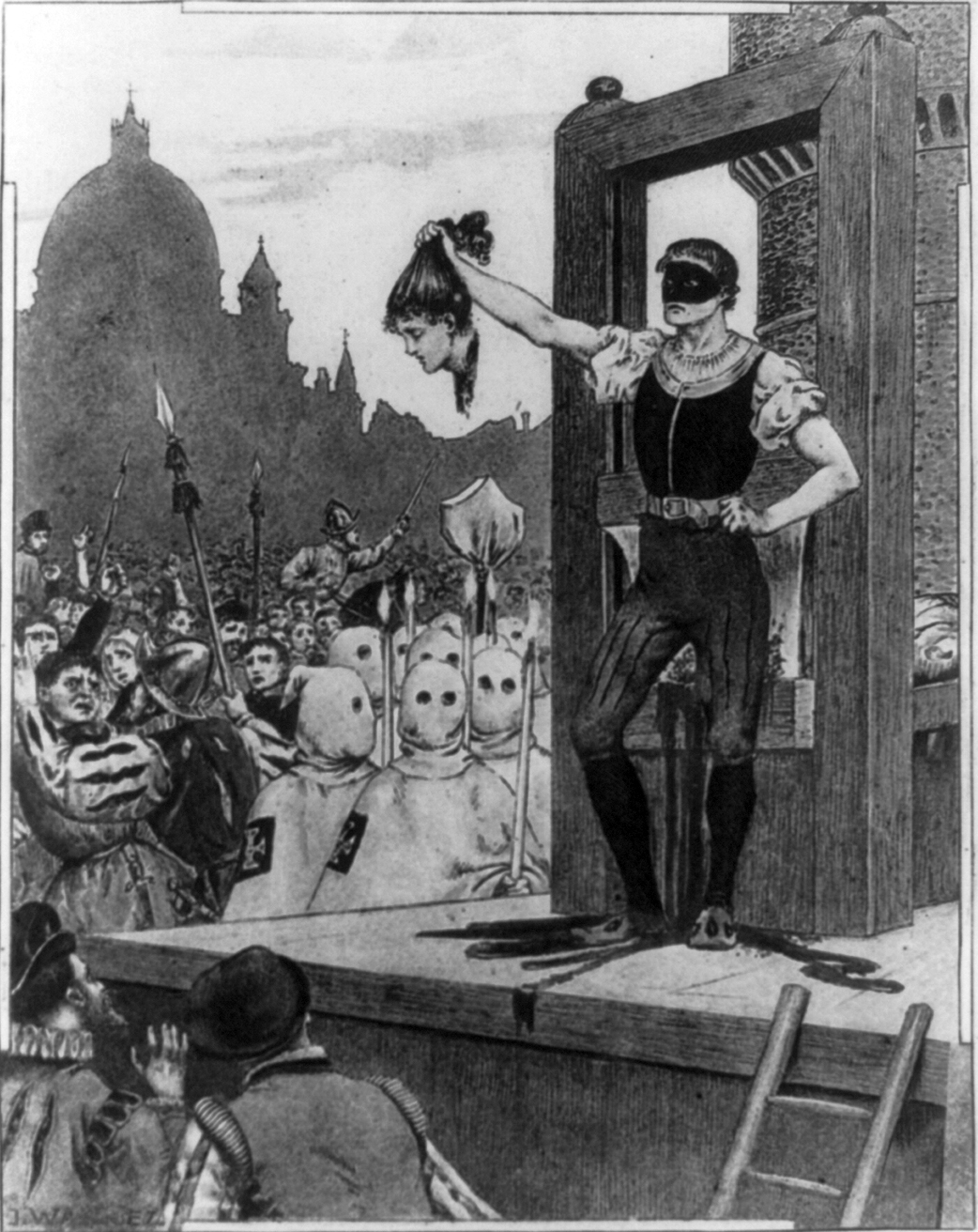
Esecuzione di Beatrice Cenci

### L'esecuzione
L'esecuzione di Beatrice, della matrigna e del fratello maggiore avvenne l'11 settembre 1599 nella piazza di Castel Sant'Angelo gremita di folla. Tra i presenti anche tre artisti: Caravaggio, Orazio Gentileschi e la figlia di costui, la futura pittrice Artemisia. La giornata molto afosa causò il decesso di alcuni spettatori per insolazione (che risultò fatale anche al giovane aristocratico romano Ubaldino Ubaldini, famoso per la sua grande bellezza, come ricorda Stendhal nelle sue Cronache italiane); altri rimasero uccisi nella calca e qualcuno invece scivolò nel Tevere, morendo annegato.
La decapitazione delle due donne fu eseguita con la spada. La prima a essere uccisa fu Lucrezia, seguì poi Beatrice e infine Giacomo, che fu seviziato durante il tragitto con tenaglie roventi, mazzolato e infine squartato.
Alcuni dettagli relativi ai momenti cruciali dell'esecuzione sono contenuti nelle Memorie romanzate di Giambattista Bugatti detto Mastro Titta, boia dello Stato Pontificio dal 1796 al 1864. Nel testo si fa riferimento a una non meglio precisata Relazione del supplizio dei Cenci, dalla quale emergerebbe che, con riferimento a Lucrezia Petroni, «Non sapendo come dovesse accomodarsi domandò ad Alessandro primo boia cosa avesse da fare, e dicendole che cavalcasse la tavoletta del ceppo e si stendesse sopra di quella, nel che fare per la mole del corpo, ma più per la vergogna durò grandissima fatica, ma molto maggiore fu quella di accomodarsi con il collo sotto la mannaia, perché aveva il petto tanto rilevato che non poteva arrivare a porre la gola sopra quel legnetto in cui cade il ferro della mannaia, a cagione che, non essendo la tavoletta più larga di un palmo, non era capace per l'appoggio delle mammelle».
Con riferimento agli ultimi attimi di vita di Beatrice, un altro testo ottocentesco, in conformità a quanto risulta dalla fonte citata in precedenza (probabilmente attingendo al resoconto contenuto nella Relazione), riporta gli episodi successivi all'esecuzione di Lucrezia Petroni, inseriti nel rituale che accompagna Beatrice Cenci verso il palco dell'esecuzione. Vi furono vari tentativi di alterare il corso degli eventi mediante tumulti e risse, segno di una profonda disapprovazione popolare nei confronti della sentenza di morte ratificata dal papa Clemente VIII.

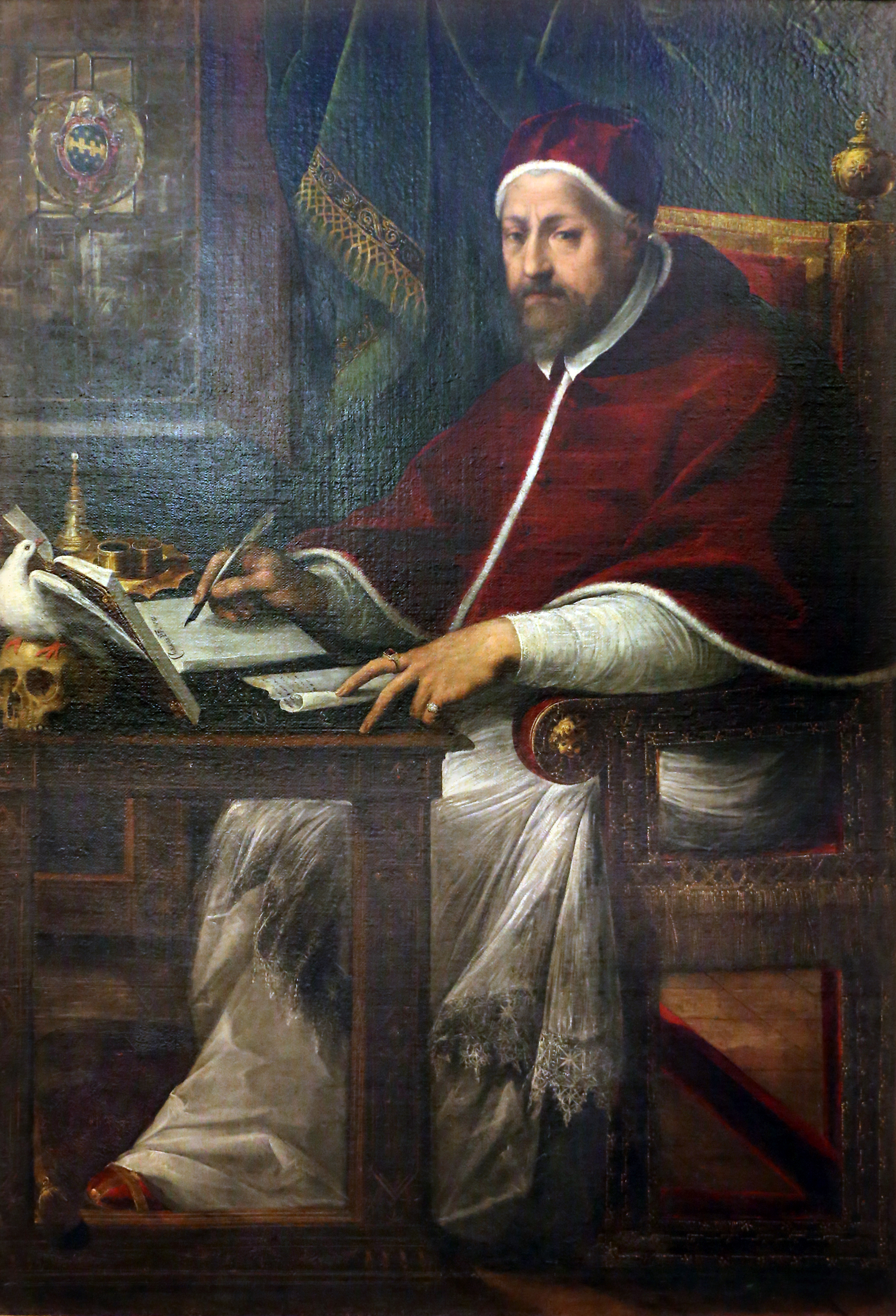
Papa Clemente VIII

Si accostò al fratello, lo baciò in fronte, e con un sorriso d'amore gli disse: — Non ti accorare per me, saremo felici in cielo, poiché ti ho perdonato.
Giacomo svenne. La sorella, volgendosi agli sgherri: - andiamo - disse, e franca si avanzava alla porta, ma il carnefice le si fece avanti con una corda, e pareva che temesse di avvolgere con essa quel corpo. [...]
Appena lo stendardo uscì dalla cappella, e che la meschina accompagnata da due cappuccini arrivò al pié del palco, un subito silenzio fece credere deserto quel luogo per lo avanti sì rumoroso. Tutti volevano sentire se articolava qualche parola, e con gli occhi a lei rivolti, e con bocche aperte pareva che pendesse dalle di lei labbra la loro esistenza.
Beatrice al pie' del palco, baciò il Crocifisso, fu benedetta dal frate; e lasciate le pianelle, salita destramente la scala, lentissima arrivò al fatale ceppo, niuno si avvide della pronta mossa che gli fece scavalcare la panca che aveva cagionato tanto ribrezzo alla Petroni; si collocò perfettamente da se inibendo con uno sguardo fiero al carnefice di toccarla per levarle il velo dal collo, che da se stessa gettò sul tavolato. Ad alta voce invocava Gesù e Maria attendendo il colpo fatale, passò però in questa orribile situazione alcuni istanti, perché il carnefice intimorito si trovò impacciato a vibrarle la mannaia. Un grido universale lo imprecava, ma frattanto il capo della vergine fu mostrato staccato dal busto, ed il corpo s'agitò con violenza. Il misero Bernardo Cenci costretto ad esser testimone del supplizio di sua sorella cadde svenuto, e per lunga mezz'ora non poté essere richiamato ai sensi.
La testa di Beatrice fu involta in un velo come quella della matrigna, e posta in lato del palco; il corpo nel calarlo cadde in terra con gran colpo, perché si sciolse dalla corda [...].»
(Beatrice Cenci, Romana storia del secolo XVI, Roma, 1849)

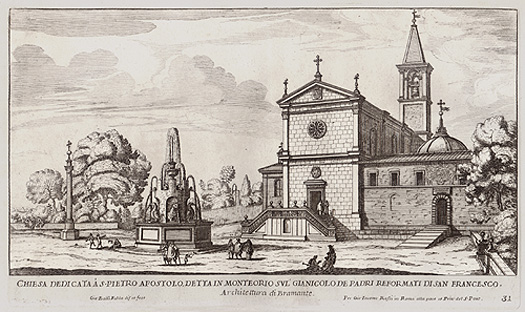
San Pietro in Montorio in una stampa di Giovanni Battista Falda, 1670 circa

Il corpo della giovane, come lei stessa aveva richiesto prima di morire, fu sepolto in un loculo davanti all'altare maggiore di San Pietro in Montorio, sotto una lapide priva di nome, secondo le norme previste per i giustiziati.

## La confisca dei beni
Dopo l'esecuzione, le proprietà della famiglia Cenci furono confiscate dalla Camera Apostolica e vendute all'asta per 91 000 scudi, cifra assolutamente inferiore al loro valore reale. La maggior parte dei beni, tra i quali la grande tenuta di Torrenova, settemila ettari e un castello nell'Agro Romano, fu acquistata da Gian Francesco Aldobrandini, nipote del papa.
Il procedimento innescò una lunga serie di cause legali promosse dai superstiti della famiglia con parziali restituzioni di beni. La confisca, inoltre, rese vane le disposizioni testamentarie di Beatrice che aveva deciso consistenti lasciti in favore di varie istituzioni religiose.

## La profanazione della tomba

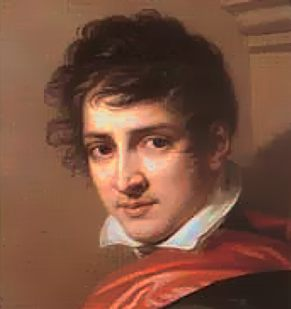
Vincenzo Camuccini, testimone della profanazione

Nel 1798, durante la Prima Repubblica Romana, i soldati francesi, che avevano occupato la città al comando del generale Berthier, si abbandonarono a razzie e requisizioni: anche le tombe furono violate per impossessarsi del piombo delle casse. Secondo la testimonianza del pittore Vincenzo Camuccini, che assistette all'episodio mentre lavorava al restauro della Trasfigurazione di Raffaello, alcuni soldati, guidati da uno scultore loro connazionale, entrati nella chiesa di San Pietro in Montorio, iniziarono a spaccare le lastre dei sepolcri poste sul pavimento. Uno di loro aprì la cassa di Beatrice e s'impossessò del vassoio d'argento sul quale era stata deposta la testa della giovane. Lo scultore, preso il teschio, incurante delle proteste di Camuccini, si allontanò lanciandolo in aria per gioco.

## Influenza culturale

### Il ricordo nell'arte

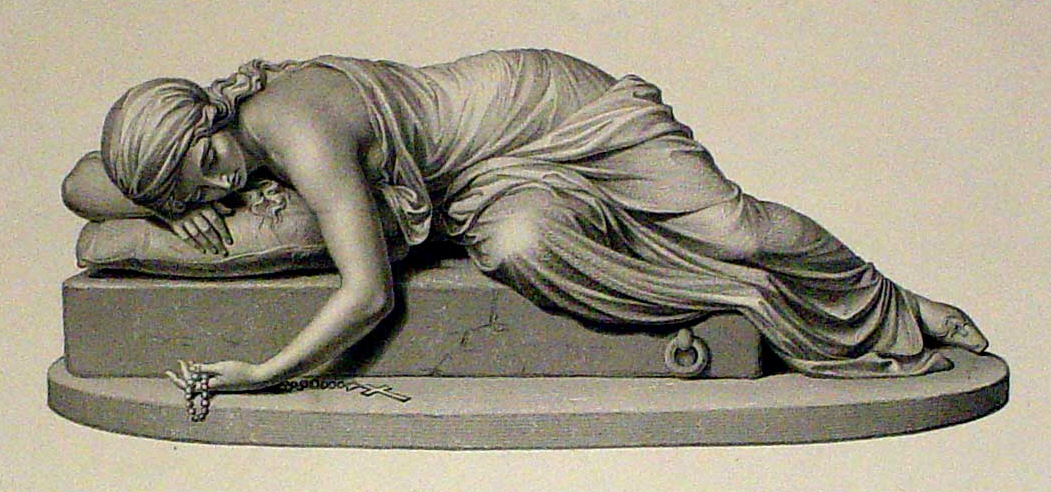
Statua di Beatrice Cenci di Harriet Goodhue Hosmer, 1857

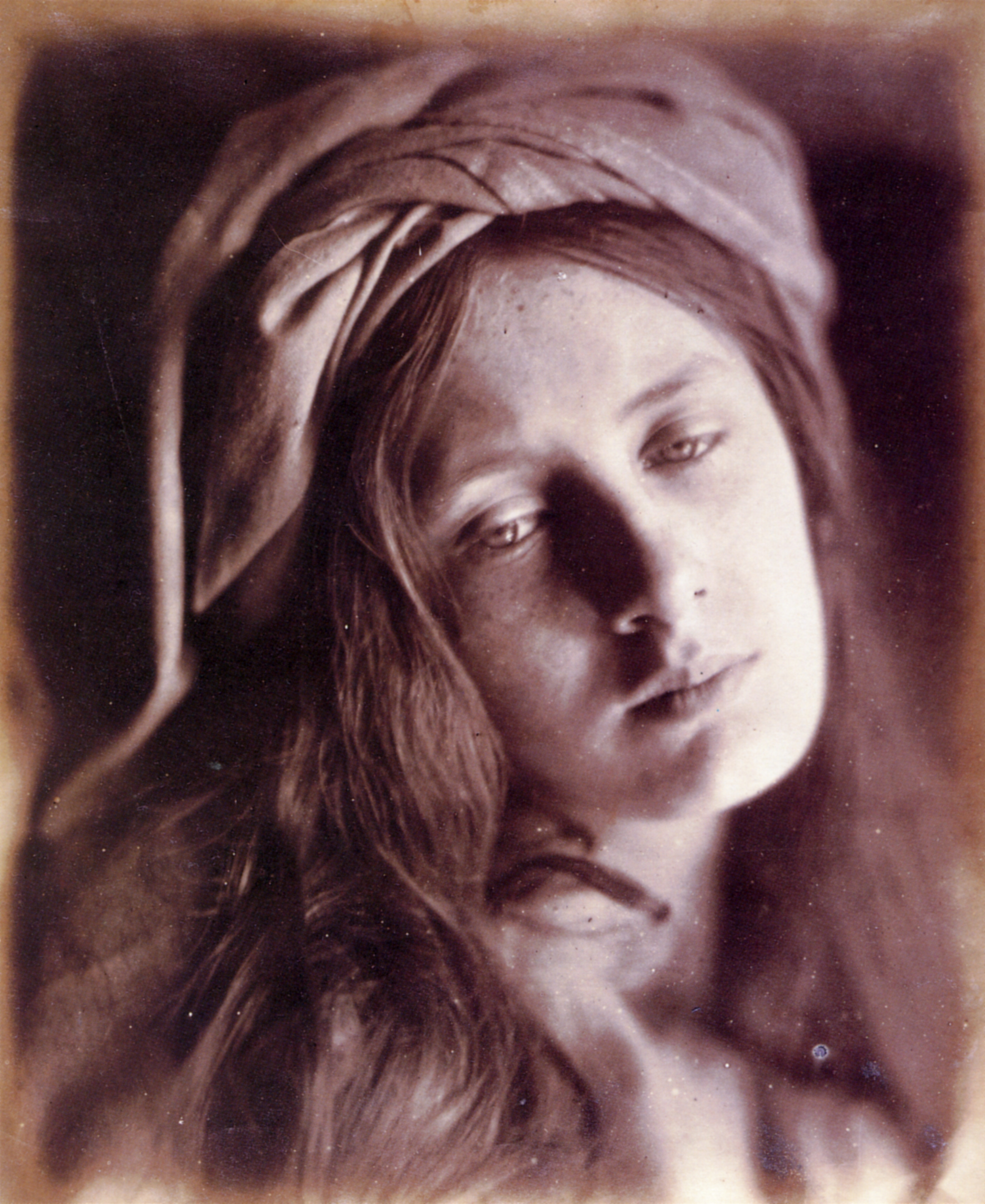
Rappresentazione di Beatrice Cenci in una fotografia di Julia Margaret Cameron

Le vicende della famiglia Cenci, e di Beatrice in particolare, non potevano non suscitare interesse, sentimenti di partecipazione sincera e commozione, ma anche curiosità morbosa, sia tra gli strati popolari sia tra gli artisti. Gli ingredienti c'erano tutti: la bellezza e giovinezza di Beatrice, il cupo ambiente familiare, le passioni torbide del padre, l'incesto, la vendetta dei fratelli, l'espiazione e il supplizio finale.
Per tali motivi, gli artisti delle arti figurative come di quelle letterarie, particolarmente in epoca romantica, trovarono numerosi elementi di ispirazione per le loro opere. Un presunto ritratto di Beatrice, attribuito a Guido Reni o ai suoi allievi, forse Elisabetta Sirani, è conservato nella Galleria nazionale d'arte antica di Palazzo Barberini, in Roma.

### Letteratura
Tra le opere letterarie possiamo citare:
- I Cenci, tragedia di Percy Bysshe Shelley, scritta e conclusa a Roma nel maggio 1819[18].
- I Cenci, racconto di Stendhal, inserito nelle Cronache italiane, 1829.
- Beatrix Cenci, tragedia di Astolphe de Custine, 1833.
- Beatrix Cenci, tragedia in versi del poeta polacco Juliusz Słowacki, 1839.
- Beatriz Cenci, tragedia di Gonçalves Dias, 1844-1845.
- Beatrice Cenci, racconto di Francesco Domenico Guerrazzi, 1854.
- Les Crimes célèbres: Les Borgia; La marquise de Ganges; Les Cenci, serie di racconti di Alexandre Dumas (padre), 1856.
- La morte di Beatrice Cenci, dramma teatrale di Alessandro Cenci Bolognetti, 1861
- Nemesis, tragedia di Alfred Nobel, 1896.
- Les Cenci, tragedia di Antonin Artaud, 1935.
- Beatrice Cenci, tragedia di Alberto Moravia, pubblicata su Botteghe Oscure nel 1955.
- A Tale for Midnight, novella di Fredrich Prokosch, 1955.
- Beatrice Cenci, tragedia storica in cinque atti di Umberto Liberatore, Milano, M. Gastaldi, 1957.
- Si accende il giorno. La tragedia di Beatrice Cenci, racconto di Domenico Di Cesare. Rieti, Hòbo Editore, 2006.
- Il testamento di Nobel, romanzo poliziesco di Liza Marklund, 2006.
- Casa Cenci, dramma in due atti di Giangiacomo Scocchera, 2017.
- 11 settembre 1599. A Beatrice Cenci, brano in prosa poetica di Sabrina Gatti, tratto dalla raccolta Il trono dei poveri, CTL Editore Livorno (2020).
- La cospirazione dei Cenci, romanzo di Simona Teodori, Newton Compton Editori, 2024.

Un'ampia trattazione della vicenda trova inoltre spazio ne Il fauno di marmo di Nathaniel Hawthorne.

### Musica
Tra le opere musicali ricordiamo:
- Beatrice Cenci, opera in tre atti del compositore triestino Giuseppe Rota su libretto di Davide Rabbeno. Prima esecuzione il 14 febbraio 1863 al Teatro Regio di Parma.
- Beatrice Cenci. Tragedia in tre atti di Guido Pannain. Libretto di Vittorio Viviani. Riduzione per canto e pianoforte di Renato Parodi. Milano, Suvini Zerboni, 1942.
- Beatrice Cenci, opera in tre atti del compositore novarese Luigi Sante Colonna. Prima Esecuzione 1948.
- The Cenci, dramma musicale in otto scene del compositore inglese Havergal Brian del 1951-52, derivato dalla tragedia di Shelley.
- Beatrix Cenci, opera in due atti del compositore argentino Alberto Ginastera, su libretto di William Shand ed Alberto Girri. Prima esecuzione il 10 settembre 1971 al Kennedy Center di Washington.
- Beatrice Cenci, opera in tre atti del compositore tedesco Berthold Goldschmidt, su libretto di Martin Esslin. Prima esecuzione il 30 agosto 1994 alla Philharmonie di Berlino.
- Beatrice Chancy, opera da camera in due atti del 1999, composta dal musicista canadese James Rolfe, su libretto di George Elliot Clarke. La vicenda, ispirata alla tragedia di Shelley, è ambientata nella Nuova Scozia del XIX secolo, negli ultimi giorni della schiavitù.
- Beatrice Cenci, dramma originale in musica in due atti di Alessandro Londei e Brunella Caronti. Prima esecuzione a Roma in occasione dell'Estate romana 2006.
- Beatrice Cenci, opera drammatica in musica (musical) di Simone Martino e Giuseppe Cartellà, regia di Davide Lepore. VIncitrice del concorso "Forse domani Broadway". In cartellone per la stagione 2014-2015 del Teatro Greco in Roma.

### Cinema
Nel Novecento è l'arte cinematografica, arte popolare per eccellenza, ad interessarsi della figura di Beatrice con numerose trasposizioni cinematografiche:
- Beatrice Cenci, di Mario Caserini (1909)
- Beatrice Cenci, di Ugo Falena (1910)
- Beatrice Cenci, di Baldassarre Negroni (1913)
- Beatrice Cenci, di Baldassarre Negroni (1926)
- Beatrice Cenci, di Guido Brignone (1941)
- Beatrice Cenci, di Riccardo Freda (1956)
- Beatrice Cenci, di Lucio Fulci (1969)
- Vittima degli eventi, di Claudio Di Biagio (2014), film basato sul fumetto italiano Dylan Dog. Beatrice compare come fantasma con la testa mozzata, e la protagonista femminile è la sua reincarnazione.

### Televisione
- Beatrice Cenci, di Marco Leto (1974)
- Caravaggio, miniserie RAI di Angelo Longoni (2007). Contiene riferimenti a Beatrice, interpretata da Maria Elena Vandone e, in particolare, la sua condanna a morte, che influenzerà molto la vita del pittore.

### Tradizioni popolari
- Nel comune di Cappadocia, provincia dell'Aquila, nella frazione di Petrella Liri (da non confondere con Petrella Salto, teatro effettivo del parricidio), si trovano le grotte di Beatrice Cenci, formate dalle acque del fiume Imele.
- Nella notte dell'anniversario dell'esecuzione, l'11 settembre, è invalsa la credenza di vedere la figura di Beatrice, che tiene in mano la testa recisa, aleggiare sul luogo in cui fu decapitata.

### Testi disponibilionline
- Agostino Demollo, Beatrice Cenci romana. Storia del secolo XVI, 2ª ed., Roma, Tipografia Rocchetti, 1849. Ospitato su Google libri.
- Carlo Tito Dalbono, Storia di Beatrice Cenci e de' suoi tempi, Napoli, Stabilimento tipografico Gaetano Nobile, 1864. Ospitato su Google libri.